# Kongevejshospitalet
Kongevejshospitalet eller Sønderborg Amtssygehus (oprindelig Kreiskrankenhaus) var et sygehus i Sønderborg. Det etableredes i 1894 under det preussiske herredømme som et offentligt sygehus, der skulle dække byen og oplandet. I 1911 blev der oprettet et militært sygehus  for byens marinegarnison i nærheden af kasernen. Dette sygehus blev efter Genforeningen i 1920 omdannet til Statshospitalet i Sønderborg, med hvilket Kongevejshospitalet indgik driftsfællesskab i 1934. Kongevejshospitalet husede derefter en gynækologisk-obstetrisk afdeling, en røntgenafdeling samt - i en barak i hospitalets park - en epidemiafdeling.
Kongevejshospitalet blev nedlagt i 1975 og bygningerne derefter nedrevet. I dag er parken et offentligt område.
1. ↑  Peter Kr. Iversen i Sønderborg bys historie, bd. II, Sønderborg 1966
2. ↑  Peter Dragsbo i Sønderborg i 750 år, Sønderborg 2005
3. ↑  Inge Adriansen m.fl., Sønderborg i 100 år, Sønderborg 1978

|  | Denne artikel om en bygning eller et bygningsværk kan blive bedre, hvis der indsættes et (bedre) billede. Du kan hjælpe ved at afsøge Wikimedia Commons for et passende billede eller lægge et op på Wikimedia Commons med en af de tilladte licenser og indsætte det i artiklen. |

54°54′46.16″N 9°47′54.89″Ø / 54.9128222°N 9.7985806°Ø